# Коросты
Коросты (укр. Корости) — село в Матеевецкой сельской общине Коломыйского района Ивано-Франковской области Украины.
Население по переписи 2001 года составляло 329 человек. Занимает площадь 4,17 км². Почтовый индекс — 78631. Телефонный код — 03478.